# Mouse Trap
Mouse Trap és un joc de taula de la Ideal Toy Company creat en 1963 on els jugadors competeixen per muntar una sofisticada màquina per atrapar els ratolins dels adversaris. El joc combina l'atzar (segons els daus es pot atacar els contraris o estar en una posició vulnerable) amb l'habilitat manual per muntar la màquina (que no funciona si no està correctament encaixada, fet que fa perdre el torn). Està recomanat per a jugadors a partir dels sis anys.

## Desenvolupament del joc
Al seu torn cada jugador fa avançar la fitxa en forma de ratolí pel tauler segons les tirades dels daus. Quan cau en una casella de construir, agafa una peça de la màquina i la col·loca. Continuen les rondes fins que la màquina està construïda del tot i llavors comença la fase de la caça. Les fitxes es mouen pel tauler i si cauen en una casella d'activar la màquina, poden posar en marxa els engranatges per mirar que caigui la garjola sobre els ratolins enemics, sempre que aquests estiguin en una casella amb el dibuix d'un formatge. El ratolí atrapat queda fora de la partida. Es continua jugant fins que només queda un supervivent.

## La màquina
L'atractiu per als infants és poder muntar la màquina. S'activa amb una manovella que cal formar amb diverses peces i que activa una sèrie d'engranatges connectats entre si. Aquests activen una palanca que mou una bota de plàstic, la qual dona un cop de peu a un cub, que es bolca i deixa anar una bala que ha de baixar per un circuit en forma d'escales. Quan arriba al final d'una rampa, cau sobre una mà oberta de plàstic. Aquesta mà posa en marxa un balancí on hi ha un ninot que es llança a una banyera i entra en contacte amb el mecanisme que conté la garjola. Aleshores aquesta cau empresonant la fitxa de la casella perillosa.
La màquina està inspirada en els dibuixos de Rube Goldberg, que dissenyava mecanismes ridículament complexos amb fins humorístics, una idea que a Espanya fou adaptada en forma dels Inventos del TBO, inventats per un personatge anomenat Professor Franz. Aquesta inspiració donà peu a una polèmica sobre els drets d'autor que es va desestimar, ja que les reaccions en cadena en què es basen les peces de Mouse Trap no van ser creades per una sola persona sinó que responen a principis generals de la física i a màquines d'ús habitual.

## Versions i adaptacions
La companyia Ideal va crear dos jocs més basats en el mateix patró. El primer és Crazy Clock Game, on cada jugador havia de muntar el mecanisme que feia sonar una alarma. La mecànica del joc era idèntica però les peces s'afegien o activaven segons unes cartes en comptes de les tirades de dau. El segon era Fish Bait, on calia pescar un peix amb una màquina complexa que es muntava també de forma col·lectiva.
El joc de Mouse Trap va ser renovat en 2004, amb els mateixos objectius però diferents parts de la màquina, que es multiplica fins a formar tres trampes per a ratolins i així augmentar la competitivitat entre els nens. També es va crear una versió real, en un concurs televisiu, on els nens feien alhora de concursants muntant la màquina i de ratolins potencials víctimes. Era una de les proves del programa Motormouth, que es va emetre de 1988 fins a 1992.